# 遮阳篷

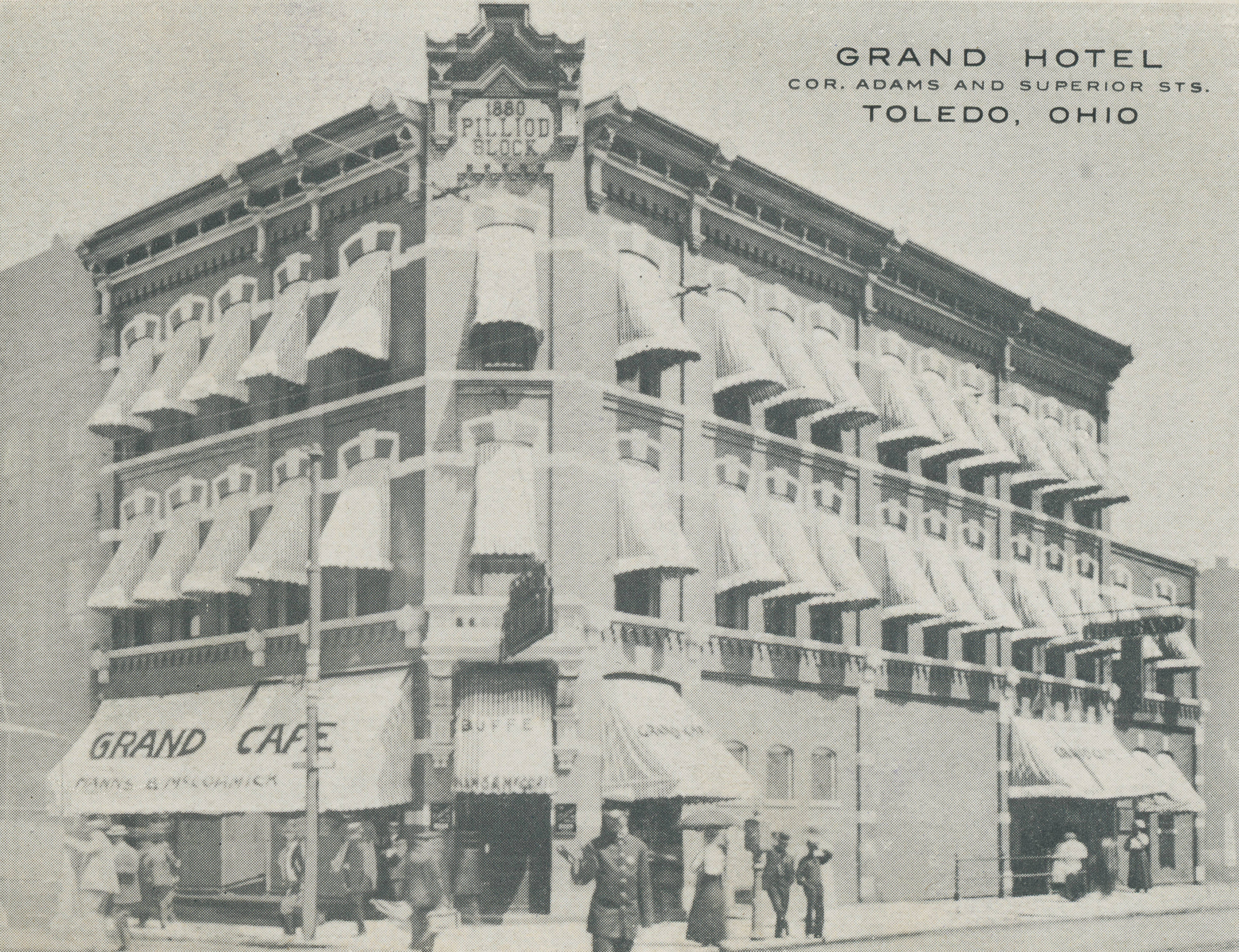
俄亥俄州托莱多设有众多遮阳篷的大酒店

遮阳篷是建筑物外墙上的一種建築突出物，它可以用來遮荫、擋雨。遮阳篷的骨架用铝、铁或钢製成，當中的空隙由腈纶、棉或由聚酯纱线编织的帆布填充。建筑物上遮阳篷的位置一般位於窗户、门或人行道沿线区域的上方。餐馆的遮阳篷通常足夠大，這樣顧客可以在遮阳篷下進行户外用餐、聚会或舉辦招待会。在寫字樓中，通常商家会在遮阳篷上涂上名称、业务和地址等信息，从而起到招牌或广告牌的作用。